# Дом Тиренса Винсента Паудерли
Дом Тиренса Винсента Паудерли (англ. Terence V. Powderly House) ― памятник архитектуры в городе Скрантон, штат Пенсильвания, США. Принадлежал американскому политику Теренсу В. Паудерли (1849―1924), который прожил здесь почти всю свою жизнь. Здание было признано национальным историческим памятником США в 1966 году, хотя сейчас это по-прежнему частная резиденция. 

## Описание и история
Дом Теренса В. Паудери находится на восточной стороне Норф Мейн-авеню. Представляет собой двухэтажное деревянное каркасное строение, построенное в народном викторианском стиле и предназначавшееся для проживания одной семьи. Расположено немного западнее центра города Скрантон, откуда открывается вид на реку Лакаванна. У дома есть одна архитектурная особенность: это стеклянная входная дверь, которая не пропускает холод и для своего времени была весьма необычным решением. Со времени смерти Паудерли дом прошёл через руки других владельцев, но не претерпел существенных изменений. Некоторое исключение составляет разве что переоборудование второго этажа в отдельную квартиру и добавление на этом этаже венецианского окна.
Теренс Паудери с юных лет работал машинистом и был активным членом профсоюза. Он вступил в Союз машинистов и кузнецов в 1871 году, быстро продвигался по карьерной лестнице и вскоре стал председателем этого профсоюза. Он был одним из первых, кто потерял работу во время биржевого краха 1873 года. Паудери расширил свою организационную базу и стал ведущей фигурой в подпольной организации под названием Орден рыцарей труда, которая возникли в начале 1880-х годов и стала одним из крупнейших профсоюзов того периода. Паудери всегда подчеркивал необходимость применения ненасильственных мер для борьбы за улучшение условий труда и его оплаты. Под его руководством профсоюз также стал самым социально прогрессивным в стране: в него принимали как женщин, так и афроамериканцев. В 1886 году, однако, его профсоюз начал стремительно терять популярность после того, как Паудери отказался решительно поддержать борьбу за восьмичасовой рабочий день и выступил против конфронтационной тактики своего более успешного соперника, Сэмюэля Гомперса.